# 郗愔
郗愔（313年—384年），字方回，高平郡金鄉縣人，東晉太尉郗鑒長子，王羲之妻弟，在東晉官至平北將軍、徐兗二州刺史。

## 生平
郗愔年輕時就不與人爭鬥，成年後獲授任散騎侍郎，但不拜任。咸康五年（339年），郗鑒去世，郗愔為父守喪，結束後承襲父親爵位南昌縣公。郗愔及後曾任何充及褚裒的長史，又遷黃門侍郎，後轉任臨海郡太守。但郗愔並無參政為官之心，在郡中優游養志，簡靜沉默，不以事物牽動心緒。郗愔與姊夫王羲之及高士許詢都有超脫世俗的風範，如此三人都寄心於道家辟穀養生，修黃老之術。後來郗愔更以病離職，在章安建了房子並打算在那裏終老，於是在當地隱居了十多年，與人和世間俗事都斷絕。
郗愔後來卻被輔政的司馬昱和尚書僕射江虨等舉薦，被徵召為光祿大夫，加散騎常侍。郗愔奉召入朝到任，但到後就遷任太常，郗愔堅決辭讓。郗愔又表示謙讓，樂於外出地方，於是改任輔國將軍、會稽內史。太和二年（367年），郗愔遷任平北將軍，都督徐兗青幽及揚州之晉陵諸軍事，領徐兗二州刺史，假節鎮京口。然而，當時大司馬桓溫覬覦京口的軍隊，常說：「京口酒可飲，兵可用。」故此雖然當日以郗氏在徐兗二州有故義。而由郗愔擔此職，但其實內心是很不願意由郗愔掌有京口。
太和四年（369年），桓溫乘慕容恪去世而北伐前燕，並請與郗愔、江州刺史桓沖和豫州刺史袁真一同北伐。當時郗愔全然不知桓溫打著京口主意，還寫信給桓溫說要與他一同輔助晉室，修復園陵。郗愔在桓溫幕下任參軍的兒子郗超卻深知桓溫的心思，截獲父親的信並得知內容後就將信件撕毀，由自己代作一封，內容卻是自稱老病，不堪世間爭鬥紛亂，請求一處地方過安定日子，並且勸桓溫接掌自己所統的京口兵眾。此信正合桓溫意願，於是桓溫得信極為高興，立刻轉郗愔為冠軍將軍、會稽內史，自己兼任平北將軍，徐、兗二州刺史。
咸安元年（371年），司馬昱被桓溫立為皇帝，拜郗愔都督浙江東五郡諸軍事，進位鎮軍將軍。又賜開府、儀同三司，但郗愔不接受。後來郗愔以知老而求退，並住在會稽。太元六年（381年），朝廷下詔拜郗愔為司空，但郗愔堅決辭讓。同年會稽人檀玄之叛亂，郗愔派鎮軍參軍謝藹之平定。太元九年八月戊寅日（384年9月28日），郗愔逝世，享年七十二歲。朝廷追贈侍中、司空，諡號為文穆。

## 書法評論
郗愔善書法，擅長草隸體。
- 王僧虔《論書》：「郗愔章草，亞於右軍。」
- 梁武帝《古今書人優劣評》評：「郗愔書得意甚熟，而取妙特難，疏散風氣，一無雅素。」
- 唐张怀瓘《书断》卷中论郗愔书：“其法遵于卫氏，尤长于章草，纤浓得中，意态无穷。筋骨亦胜。”
- 唐窦臮《述书赋》卷上：郗愔“章健草逸，发体廉先胤。若冰释泉涌，云奔龙腾。”

## 性格特徵
- 郗愔至孝，在為父母守喪時更悲傷得幾乎自毀。
- 《世說新語·品藻篇》註引《郗愔別傳》，寫他「淵靖純素，無執無競，簡私暱，罕交遊。」由這種不愛與別人交往的性格，故此令他曾隱居十多年而不顧世事。
- 郗愔及弟郗曇信奉天師道，喜服符篆[7]，為支遁信徒，而何充與弟信佛氏，謝萬譏之曰：「二郗諂於道，二何佞於佛。」[8]
- 郗愔為人斂聚錢財，於是有錢千萬[9]。
- 郗愔盡忠於晉室，在兒子郗超死後，郗愔極度傷心，更因而患病，然而當郗超門生呈上郗超臨終前交託的一堆書信後，才發現郗超原來一直背著自己與桓溫圖謀篡位。郗愔大怒之餘，而不再為郗超傷心[10]。

## 家庭

### 夫人
- 傅氏，善于書法[11]

### 子女
- 郗超，桓溫重要謀臣，在晉歷中書侍郎、司徒左長史。
- 郗融，小名倉[12]
- 郗沖，郗愔子